# Codex Sangallensis 398

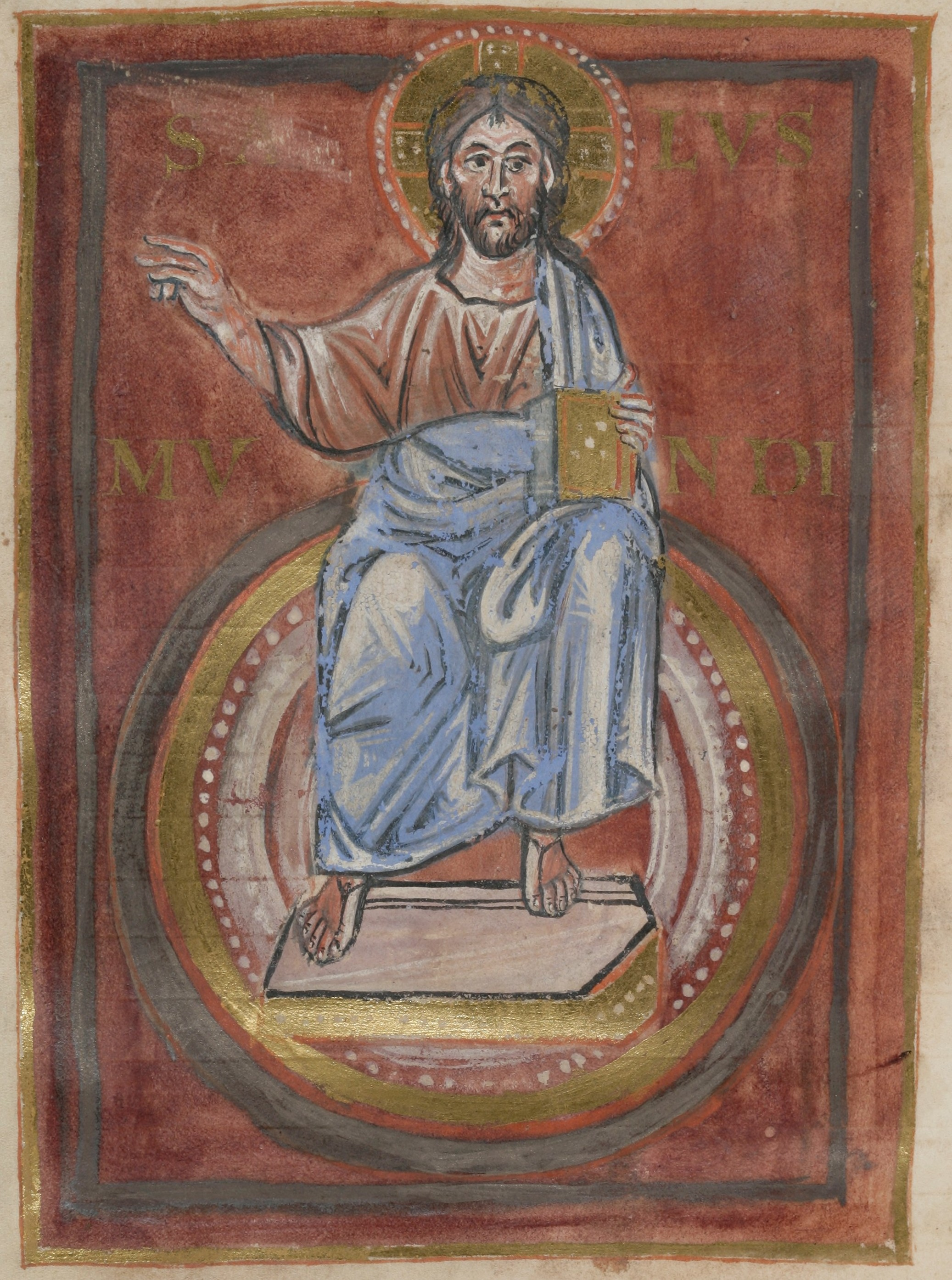
Das Einzelblatt mit thronendem Christus auf Seite 4 des Benediktionales

Der Codex Sangallensis 398 (Signatur Cod. Sang. 398) ist ein Benediktionale, das in der Stiftsbibliothek St. Gallen aufbewahrt wird. Die Handschrift wurde um das Jahr 1000 auf Latein verfasst. Sie ist einer von acht figürlich illuminierten Codices Mainzer Produktion aus der Zeit von Erzbischof Willigis, die noch erhalten sind.

## Beschreibung
Das Benediktionale enthält die bischöflichen Segensformeln im Ablauf des Jahres. Es besteht aus 110 Pergamentblättern, einspaltig beschrieben in karolingischer Minuskel, durchgehend von einer Hand. Jeder Tagestext beginnt mit einer Goldrankeninitiale. Die Anfangsbuchstaben der Abschnitte stehen in Goldmajuskuln mit farbiger Füllung. Die Handschrift wird von Hartmut Hoffmann einem vorzüglichen Kalligrafen der Willigisschule zugeschrieben, während er vermutet, dass die Hand der Zierseiten mit jener im Evangeliar in Den Haag vergleichbar ist.
Der Einband ist ein Holzdeckel, überzogen mit braunem Samt, worauf «Liber s.galli» steht. Nach zwei leeren Seiten folgt eine purpurgrundige Initialzierseite, ein Einzelblatt. Den unteren Teil der Seite unter dem Einleitungstext schmückt ein einfaches goldenes Kreuz. Der Text lautet: 
«In nomine Dni nri ihs xri incipiunt benectiones episcopales per circulu anni dicendae in primis in vigilis a natalis Dni.»
«Im Namen unseres Herrn Jesus Christus beginnen die bischöflichen Segnungen durch den Jahreskreis, die zuerst bei der Vigil zum Geburtstag des Herrn gesprochen werden.»
– Cod. Sang. 398, S. 3
Die folgende Seite 4 ist eine purpurgrundige Bildseite mit einem einfachen Gold-Silber-Leistenrahmen. Auf dem Einzelblatt ist Christus, der mit brauner Tunika und blauem Pallium bekleidet auf einer Sphaira thront, abgebildet. In den Goldnimbus ist weiss ein Kreuz eingezeichnet. Die rechte Hand ist im Segensgestus ausgestreckt, während er mit der linken das goldene Buch auf dem linken Oberschenkel hält. Die Sphaira ist von aussen nach innen in mehrere Farbstreifen aufgelöst: Silber, Purpur, Weiss und wieder Purpur. Darin steht eine Fussbank in Gold mit rosafarbener Deckplatte. Die Beischrift in Capitalis quadrata lautet: «Salvs Mvndi».
Auf Seite 5 erscheint ein goldgerahmtes Purpurfeld mit Goldrankeninitial D zu Weihnachten. Ähnliche Purpurstreifen kommen noch auf den Seiten 25, 27, 68 und 69 vor, sonst nur Goldrankeninitialen.

## Geschichte
Im 10. und frühen 11. Jahrhundert bestanden Kontakte zwischen Mainz und dem Kloster St. Gallen. Es existieren Bibliotheksvermerke aus St. Gallen aus dem 16. und 19. Jahrhundert. Wo sich das Buch vor dem 16. Jahrhundert befunden hat, ist nicht bekannt.